# 잠신고등학교
잠신고등학교(蠶新高等學校)는 대한민국 서울특별시 송파구 잠실동에 위치한 공립 고등학교이다.

## 학교 연혁
- 1988년 12월 23일 : 잠신고등학교 설립인가(45학급)
- 1989년 3월 1일 : 초대 김광식 교장 취임
- 1989년 3월 3일 : 제1회 입학식(신입생 854명)
- 1992년 2월 13일 : 제1회 졸업식(졸업생 846명)
- 1993년 8월 23일 : 삼정관(강당, 체육관) 준공
- 2002년 3월 4일 : 정보센터 신축
- 2007년 2월 21일 : 학생식당 신축
- 2018년 2월 1일 : 제27회 졸업식(졸업생 380명, 누계 17,046명)
- 2022년 2월 9일 : 제31회 졸업생 240명
- 2022년 3월 1일 : 제15대 안훈 교장 취임
- 2022년 3월 2일 : 제33회 입학생 251명
- 2024년 3월 4일 : 제16대 박미숙 교장 취임

## 참고 자료
- 잠신고등학교 - 한국교육학술정보원 학교알리미